# Video-Assistent

Symbol des VAR, das während des Überprüfungsprozesses auf den Bildschirmen erscheint

Der Videoschiedsrichter (englisch Video Assistant Referee, kurz VAR) oder Video-Assistent soll im Fußball auf Fehlentscheidungen des leitenden Schiedsrichters hinweisen. Er sitzt fernab des Spielfelds im Video Assist Center (VAC) und schaut sich strittige Entscheidungen des Schiedsrichters auf einem Bildschirm in der Wiederholung und in Zeitlupe an und teilt dem Schiedsrichter per Funk seine Sicht der Dinge mit. Der Assistent des Video-Assistenten wird Assistant Video Assistant Referee (AVAR) genannt. VAR und AVAR sind die Video-Spieloffiziellen (Video Match Officials, VMO).
Überprüft der Videoschiedsrichter eine strittige Spielszene, so wird als Oberbegriff auch vom Videobeweis gesprochen.
In Deutschland wurde der Video-Assistent in der 1. Bundesliga in der Saison 2017/18 eingeführt, in der 2. Bundesliga zwei Jahre später.

## Spielsituationen
Es gibt vier Arten von Urteilen, die überprüft werden:
- Tore (wegen möglicher Regelverstöße im Vorfeld der Torerzielung, z. B. Abseitsposition, Foul oder Handspiel)
- Strafstoß-Urteile
- Rote-Karte-Urteile
- falsche Identität (Verwechslung von Spielern)

In diesen Fällen wird nur unter zwei Bedingungen eingegriffen, bei einer „klaren und offensichtlichen Fehlentscheidung“ des Schiedsrichters und bei „schwerwiegenden übersehenen Vorfällen“.
Dazu ist der Schiedsrichter per Funk mit dem Video-Assistenten verbunden. Der Schiedsrichter kann sich zudem bestimmte Szenen auf Empfehlung des VAR selbst an einem Monitor am Spielfeldrand ansehen (On-Field Review). Trifft der Schiedsrichter auf Basis des VAR eine Entscheidung oder kommt es zum On-Field Review, signalisiert er dies per Handzeichen, indem er mit beiden Händen ein Rechteck in der Luft nachzeichnet.

## Geschichte
Diskussionen um den Nutzen technischer Assistenzsysteme im Fußball kommen regelmäßig nach strittigen und (vermeintlichen) Fehlentscheidungen des Schiedsrichters auf. Hierzu zählen Spielsituationen wie ein verkanntes Foul im Strafraum, ein nicht gegebener Elfmeter oder ein übersehenes Handspiel bei der Torerzielung. Umgekehrt kann eine Schwalbe im Strafraum fälschlich als Foul bewertet, eine Abseitssituation vor dem Torschuss übersehen oder eine rote Karte zu Unrecht (nicht) gegeben werden. Umstritten kann auch sein, ob der Ball die Torlinie vollständig überquert hat oder vor der Torerzielung nach Überquerung der Seiten- oder Torlinie bereits im Aus war.
Dazu kamen mehrere konkrete Vorfälle, darunter:
- Im Achtelfinale Deutschland gegen England der WM 2010 in Südafrika war der Ball im Tor. Fernsehbilder zeigten eindeutig (durch Zeitlupen, verschiedene Kamerawinkel etc.), dass der Ball für Sekundenbruchteile deutlich hinter der Torlinie war, bevor er zur Querlatte hochsprang und vom deutschen Torwart Manuel Neuer gefangen wurde. Der Schiedsrichter entschied hier auf „kein Tor“, da die Situation weder für ihn noch für den Linienrichter zweifelsfrei erkennbar war.[5] (Die offiziellen Anweisungen des DFB zu den Fußballregeln besagen: „Bestehen Zweifel, ob der Ball vollständig im Tor war, soll der Schiedsrichter das Spiel weiterlaufen lassen.“)

- Im Spiel England – Ukraine, Gruppe D bei der Europameisterschaft 2012, wurde ein Treffer von Marko Dević nicht anerkannt.[6] Schiedsrichter und Torrichter nahmen wahr, dass ein Verteidiger den Ball auf der Torlinie „rettete“; tatsächlich traf er ihn aber hinter der Torlinie.

- Bei einem Bundesligaspiel im Oktober 2013 flog ein von Stefan Kießling geschossener Ball seitlich durch ein Loch im Netz ins Tor; der Schiedsrichter erkannte fälschlicherweise den Treffer an (siehe Phantomtor).[7]

- Im DFB-Pokalfinale vom 17. Mai 2014 zwischen Borussia Dortmund und Bayern München kam es zu einer viel diskutierten Fehlentscheidung. Dortmunds Verteidiger Mats Hummels traf zum vermeintlichen 1:0 für seine Mannschaft, der Ball überquerte vollständig die Linie, wurde aber von Bayerns Spieler Dante zurück ins Spielfeld geschlagen. Der Schiedsrichter Florian Meyer ließ das Spiel weiterlaufen, welches schließlich 2:0 n. V. für Bayern München endete. Diese Tatsachenentscheidung zu Ungunsten Dortmunds befeuerte erneut die Diskussion um die Einführung des Videobeweises, der zwei Monate zuvor nach Abstimmung von den Vereinen der Bundesliga als auch der 2. Liga mehrheitlich, u. a. aus Kostengründen, abgelehnt worden war.

### Torlinientechnik
Im Fußball war der Video-Assistent von der FIFA bis zum Juli 2012 nicht zugelassen. Dann – kurz nach der EM 2012 – beschloss sie die Einführung der Torlinientechnologie, also die Unterstützung durch technische Hilfsmittel, um festzustellen, ob der Ball die Torlinie vollständig überquert hat. Die zulässigen Systeme sind Torkamera (Hawk-Eye und GoalControl) zur Überwachung der Linie, sowie ein Funk-Chip im Ball (GoalRef-System).

### Schrittweise Einführung ab 2016
Nach einer vierjährigen Testphase führte der niederländische Fußballverband KNVB den Video-Assistenten mit Genehmigung des IFAB ein. In 26 Pokalspielen der Saison 2016/17 konnte ein zusätzlicher Offizieller bei strittigen spielentscheidenden Situationen (Elfmeter, Platzverweis, Tor aus möglicher Abseitsposition) eingreifen. Dies geschah erstmals am 21. September 2016 beim Spiel Ajax Amsterdam gegen Willem II Tilburg. Nach einem Foulspiel von Anouar Kali an Lasse Schöne verwarnte Schiedsrichter Danny Makkelie ihn mit einer Gelben Karte. Der Video-Assistent Pol van Boekel begutachtete die Szene noch einmal und korrigierte die Entscheidung aufgrund der Schwere des Fouls, sodass Kali einen Platzverweis erhielt.
Am 13. August 2016 wurde der Video-Assistent erstmals in einem United-Soccer-League-Spiel in Anspruch genommen (Vereinigte Staaten und Kanada).
Außerdem kam das Hilfsmittel am 10. April 2017 zum ersten Mal in der australischen A-League zum Einsatz.
2018 wurden Video-Assistenten von der International Football Association Board (IFAB) nach den Tests in mehreren Wettbewerben (Konföderationen-Pokal und Bundesliga) in die Spielregeln eingeführt.

### Video-Assistent in Deutschland
Zur Saison 2017/18 wurde der Video-Assistent in der deutschen Bundesliga eingeführt. Das Video Assist Center befindet sich in der Zentrale der DFL im sogenannten Kölner Keller. Ein Video-Assistent greift bei eindeutigen Fehlentscheidungen des Schiedsrichters über Funkkontakt ein. Das Eingreifen soll dabei in der Praxis auf Tore, Rote Karten (nicht aber Gelb-Rote Karten), Elfmeter oder Spielerverwechslungen begrenzt sein. Es gilt dabei die Regelung, dass der Video-Assistent nur dann eingreift, wenn in entscheidenden Szenen ein Wahrnehmungsfehler und somit auch eine klare Fehlentscheidung des Schiedsrichters vorliegt. Wie eine umstrittene Szene letztlich bewertet wird, sei aber weiterhin Sache des Schiedsrichters auf dem Platz. Seit der Saison 2019/20 kann auch in der 2. Bundesliga auf den Video-Assistenten zurückgegriffen werden.
Im DFB-Pokal kommt er seit Saison 2017/18 ab dem Viertel- und seit Saison 2019/20 auch im Achtelfinale zum Einsatz.
Im Januar 2025 wurde ein Entschluss der DFL bekannt, dass in einer Pilotphase ab Anfang Februar 2025 die Schiedsrichter-Entscheidungen nach einem VAR-Eingriff auch über die Stadionlautsprecher erklärt werden – noch vor der meist zeitverzögerten Einblendung auf den Anzeigetafeln. Das soll zu mehr Transparenz führen. Der erste Test umfasst 4 Spiele der Bundesliga und ein Spiel der 2. Liga.

### Entwicklung bei IFAB und UEFA
Am 3. März 2018 beschloss das IFAB auf einer Tagung in Zürich, den Video-Assistenten in das Fußballregelwerk („Laws of the Game“) aufzunehmen. Die Entscheidung erfolgte einstimmig. Den nationalen Verbänden bleibt es aber freigestellt, ob sie den technisch und finanziell aufwendigen Video-Assistenten auch nutzen. Am 16. März 2018 bestätigte das FIFA-Council, dass der Video-Assistent bei der Fußball-WM in Russland eingeführt werde.
Im September 2018 gab das UEFA-Exekutivkomitee bekannt, dass sich der Schiedsrichter ab 2019 auch in der Champions League sowie ab 2020 während der Länderspiele bei der Europameisterschaft mit dem Video-Assistenten per Funk austauschen kann, sollte eine Spielsituation strittig sein.
In der Europa League kam der Video-Assistent erstmals beim Europa-League-Finale 2019 in Baku zum Einsatz. Der flächendeckende Einsatz des Video-Assistenten in der Europa League ist zur Saison 2020/21 erfolgt.

### Abseitsprüfung
Seit der Saison 2022/23 wird in einigen internationalen Wettbewerben die halbautomatische Abseitserkennung eingesetzt. Bei dieser wird mittels eines Kamerasystems und einem Sensor im Ball bei Torerzielungen eine Abseitsposition überprüft. Der VAR muss dann nur noch prüfen, ob abseits stehende Spieler aktiv in das Spielgeschehen eingegriffen haben. Ohne dieses Hilfsmittel muss der VAR mittels von einer Software erzeugter sogenannter kalibrierter Linien zunächst beurteilen, ob eine Abseitsposition vorliegt.

## Kritik und Diskussion
Über den Video-Assistenten wird seit seiner Einführung kontrovers debattiert. Kritisiert wird die lange Dauer, bis das Video analysiert wurde, und die Intransparenz für die Zuschauer im Stadion. Zudem wird von Manipulationsvorwürfen durch den Video-Assistenten berichtet. Weitere Vorwürfe sind, dass der Video-Assistent bei offensichtlichen Vergehen untätig bleibt oder umgekehrt, dass der Video-Assistent eingreift, obwohl keine klare Fehlentscheidung vorliegt. Die Süddeutsche Zeitung folgert, „dass die Technik dem Fußball die Seele raubt“ und 11 Freunde dass „der Fußball zerstört wird“. „Der Begriff Videobeweis […] suggeriert eine Objektivität, die längst nicht immer gegeben ist“, meint Alex Feuerhert von Collinas Erben. Im September 2019 wurden 150.000 Personen zum Video-Assistenten befragt, davon befürworten 50 % den Video-Assistenten, während 40 % ihn ablehnen. Hauptkritikpunkt ist die Umsetzung, die von 71 % als „schlecht“ bezeichnet wird. 62 % sind der Ansicht, dass der Video-Assistent dem Fußball die Emotionen nimmt. Von 239 befragten Bundesligaspielern lehnen 151 den Video-Assistenten ab.
Auch die praktische Ausgestaltung des Video-Assistenten, die maßgeblich auf Hellmut Krug zurückgeht, wird kritisiert. In Deutschland ist der Video-Assistent nicht wie in den meisten anderen Ländern in einem TV-Wagen vor Ort am Stadion, sondern im sogenannten Kölner Keller. Ein Bundesliga-Schiedsrichter, der anonym bleiben wollte, berichtete 2017 dem WDR von technischen Problemen im Zusammenhang mit dem Videobeweis. Der anonyme Schiedsrichter bemängelte, dass die Bildqualität „unzureichend“ und nicht in HD sei. Bei der Aufbereitung der Videos helfen Operatoren, diese haben oft weder „Berufserfahrung als Operatoren“ noch „Gefühl für den Fußball“. Die Funkverbindung „zwischen Video-Assistent und Schiedsrichter [am Platz]“ sei weder abhör- noch manipulationssicher und es gebe ab und an Ausfälle. Ein konkretes Fehlverhalten wurde dem gebürtigen Gelsenkirchener Hellmut Krug vorgeworfen, als er am 10. Spieltag der Saison 2017/18 im Spiel des FC Schalke 04 gegen den VfL Wolfsburg als Supervisor im sogenannten Kölner Keller eingesetzt war und laut Medienberichten mehrmals zugunsten von Schalke eingegriffen haben soll. Krug selber streitet die Vorwürfe ab und verweist darauf, dass der Supervisor die Entscheidungen der Video-Assistenten nicht beeinflussen darf, sondern lediglich vorbereiten und Feedback geben soll. Jedoch sollen auch andere Video-Assistenten von Eingriffen durch Krug berichtet haben.
Auswertungen zeigen, dass die Anzahl der Abseitssituationen, die Anzahl der Fouls sowie der gelben Karten nach Einführung des Video-Assistenten in der Bundesliga und der italienischen Serie A deutlich abgenommen hat. Zudem habe die Wahrscheinlichkeit von Torchancen durch den Einsatz des Video-Assistenten zugenommen, da Schiedsrichter nun häufiger bei knappen Abseitssituationen das Spiel (zunächst) weiterlaufen lassen. Die Wiener Zeitung wiederum kritisierte, dass die bei der WM 2022 in Katar erstmals großflächig eingesetzte halbautomatische Abseitstechnik die Stürmer benachteilige, weil es aufgrund millimetergenauer Abmessung nun keine „gleiche Höhe“ laut Abseitsregel mehr gäbe und sich damit der frühere Vorteil der Angreifer auflöse.
Eine Studie im Auftrag der UEFA von Prof. Werner Helsen untersuchte Spiele in sieben Ländern und kam zu dem Schluss, dass der Video-Assistent in ca. 1200 von insgesamt ca. 3500 beobachteten Spielen angewandt wurde und dabei größtenteils die Fehlentscheidungen des Schiedsrichters richtig korrigierte. Auch der DFB zog nach der Saison 2018/19 eine positive Bilanz und resümierte, dass 82 Fehlentscheidungen korrigiert worden sind. In der Saison 2017/18 waren Schiedsrichterchef Lutz Michael Fröhlich zufolge etwa 80 % der Fehlentscheidungen durch den Video-Assistenten verhindert worden. Im März 2021 erneuerte Fröhlich seine Unterstützung für den Video-Assistenten und meinte, dass „98% der klaren Fehlentscheidungen verhindert“ worden seien. Dies deckt sich mit Auswertungen der englischen Premier League, die auf ihrer eigenen Homepage schreibt, dass der Anteil an korrekten Entscheidungen bei Schlüsselszenen im Spiel vor der Einführung des technischen Hilfsmittels bei 82 % lag und dass diese Quote mit Einführung des Video-Assistenten in der Saison 2019/20 auf 94 % angestiegen war. Eine Untersuchung der Informationsplattform Wettbasis von Mai 2020 zeigte, dass der Video-Assistent in der laufenden Saison 90 % aller Fälle, in denen er zu Rate gezogen wurde, die Entscheidung des Schiedsrichters korrigierte. Am häufigsten wurden falsch gegebene Tore revidiert. Dass die Anzahl der Fehlentscheidungen durch den Video-Assistenten abnimmt, hatte sich bereits während einer zweijährigen Testphase gezeigt, die das International Football Association Board (IFAB) vor der Einführung durchgeführt hatte.